# Costa de’ Nobili
Costa de’ Nobili ist eine Gemeinde (comune) mit 356 Einwohnern (Stand 31. Dezember 2023) in der südwestlichen Lombardei im Norden Italiens in der Provinz Pavia. Die Gemeinde liegt etwa 19 Kilometer ostsüdöstlich von Pavia an der Olona in der Pavese.